# Eisenia arborea
Espèce
Eisenia arborea est une espèce d'algues brunes de la famille des Lessoniaceae selon AlgaeBase (31 oct. 2012) et World Register of Marine Species (31 oct. 2012) ou bien dans la famille des Alariaceae selon Catalogue of Life (31 oct. 2012) et ITIS (31 oct. 2012).
Cette espèce est présente dans le Pacifique, sur les côtes ouest de l'Amérique du Nord (de la Colombie-Britannique au Mexique), et au Japon.